# Boviolles
Boviolles település Franciaországban, Meuse megyében. Lakosainak száma 97 fő (2022. január 1.). Boviolles Chanteraine, Marson-sur-Barboure, Méligny-le-Petit, Naix-aux-Forges, Saint-Amand-sur-Ornain és Saulvaux községekkel határos.

## Népesség
A település népességének változása:
| Lakosok száma | 115  | 79   | 92   | 95   | 102  | 97   | 97   | 100  | 99   | 97   |
|               | 1968 | 1982 | 1990 | 2006 | 2013 | 2015 | 2017 | 2019 | 2020 | 2022 |